# Nuoto ai Giochi della XVI Olimpiade - 400 metri stile libero maschili
La competizione dei 400 metri stile libero maschili di nuoto ai Giochi della XVI Olimpiade si è svolta nei giorni 1º e 4 dicembre 1956 allo stadio del nuoto di Melbourne.

## Programma
| Data             | Round    | Note                         |
| ---------------- | -------- | ---------------------------- |
| 1º dicembre 1956 | Batterie | I migliori 8 tempi in finale |
| 4 dicembre 1956  | Finale   |                              |

## Risultati

### Batterie
| Pos. | Atleta                | Nazione                                                                    | Tempo  | Posizione |
| ---- | --------------------- | -------------------------------------------------------------------------- | ------ | --------- |
| 1    | Kevin O'Halloran      | Australia                                                                  | 4'36"9 | 6         |
| 2    | Koji Nonoshita        | Giappone                                                                   | 4'37"4 | 7         |
| 3    | Angelo Romani         | Italia                                                                     | 4'37"6 | 8         |
| 4    | William Tripp Woolsey | Stati Uniti                                                                | 4'38"2 | 10        |
| 5    | Sylvio dos Santos     | Brasile                                                                    | 4'48"8 | 23        |
| 6    | Ulpiano Babol         | Filippine                                                                  | 4'53"4 | 30        |
| 7    | Wan Shiu Ming         | [[Template:AggNaz/HKG 1955-1959 ai Giochi della XVI Olimpiade\|Hong Kong]] | 5'02"6 | 32        |

| Pos. | Atleta                | Nazione       | Tempo  | Posizione |
| ---- | --------------------- | ------------- | ------ | --------- |
| 1    | John Caldwell Wardrop | Gran Bretagna | 4'39"8 | 11        |
| 2    | Tony Briscoe          | Sudafrica     | 4'41"4 | 13        |
| 3    | George Onekea         | Stati Uniti   | 4'41"6 | 14        |
| 4    | Hans Köhler           | Germania      | 4'43"5 | 18        |
| 5    | Habib Nasution        | Indonesia     | 4'44"0 | 19        |
| 6    | Per-Olof Östrand      | Svezia        | 4'45"9 | 20        |
| 7    | Gilberto Martínez     | Colombia      | 4'51"4 | 28        |
| 8    | Raúl Martin           | Cuba          | 4'58"2 | 31        |

| Pos. | Atleta         | Nazione     | Tempo  | Posizione |
| ---- | -------------- | ----------- | ------ | --------- |
| 1    | George Breen   | Stati Uniti | 4'35"7 | 4         |
| 2    | Peter Duncan   | Sudafrica   | 4'46"7 | 21        |
| 3    | Karri Käyhkö   | Finlandia   | 4'49"6 | 26        |
| 4    | Yoshiro Noda   | Giappone    | 4'49"9 | 27        |
| 5    | Guy Montserret | Francia     | 4'52"6 | 29        |

| Pos. | Atleta         | Nazione          | Tempo  | Posizione |
| ---- | -------------- | ---------------- | ------ | --------- |
| 1    | Gary Winram    | Australia        | 4'34"5 | 3         |
| 2    | Jean Boiteux   | Francia          | 4'37"9 | 9         |
| 3    | William Slater | Canada           | 4'40"4 | 12        |
| 4    | Neil McKechnie | Gran Bretagna    | 4'42"6 | 15        |
| 5    | Boris Nikitin  | Unione Sovietica | 4'42"8 | 16        |
| 6    | Billy Steuart  | Sudafrica        | 4'43"0 | 17        |
| 7    | Bana Sailani   | Filippine        | 4'49"0 | 24        |

| Pos. | Atleta            | Nazione   | Tempo  | Posizione |
| ---- | ----------------- | --------- | ------ | --------- |
| 1    | Murray Rose       | Australia | 4'31"7 | 1         |
| 2    | Tsuyoshi Yamanaka | Giappone  | 4'31"8 | 2         |
| 3    | Hans Zierold      | Germania  | 4'35"7 | 4         |
| 4    | Jenő Áts          | Ungheria  | 4'47"6 | 22        |
| 5    | Jacques Collignon | Francia   | 4'49"3 | 25        |

### Finale
| Pos.    | Atleta            | Nazione     | Tempo  |
| ------- | ----------------- | ----------- | ------ |
| Oro     | Murray Rose       | Australia   | 4'27"3 |
| Argento | Tsuyoshi Yamanaka | Giappone    | 4'30"4 |
| Bronzo  | George Breen      | Stati Uniti | 4'32"5 |
| 4       | Kevin O'Halloran  | Australia   | 4'32"9 |
| 5       | Hans Zierold      | Germania    | 4'34"6 |
| 6       | Gary Winram       | Australia   | 4'34"9 |
| 7       | Koji Nonoshita    | Giappone    | 4'38"2 |
| 8       | Angelo Romani     | Italia      | 4'41"7 |